# Chen Gong
Chen Gong (154 - 198/7 février 199) est un conseiller de Lü Bu, qui finit exécuté en même temps que son maitre.

## Histoire
Alors qu’il est magistrat de Zhongmou, en janvier 190, il sauve Cao Cao, qui était alors un fugitif, en le libérant et en abandonnant son poste pour se joindre à lui. Cependant, après que Cao Cao lui révèle sa vraie nature en lui disant : « Je préfère trahir le monde, plutôt que de laisser le monde me trahir ! », Chen Gong le quitte. Il tente plus tard de dissuader Cao Cao d’attaquer Tao Qian mais échoue et va plutôt offrir ses services à Zhang Miao.
C’est à ce moment qu’il fait la rencontre de Lu Bu et qu’il devient finalement son conseiller. C’est en partie grâce à ses bons conseils que Lu Bu conquiert la presque-totalité de la province de Yan en battant Cao Cao.
Toutefois, n’ayant pas toujours écouté ses conseils, Lu Bu est défait et capturé à Xiapi. Chen Gong, lui, refuse de se soumettre et est mis à mort sous les ordres de Cao Cao.

## Dans la culture populaire
Dans le roman des Trois Royaumes, il est écrit que Chen Gong voulait mourir, à la suite de sa défaite en tant que conseiller. Cao Cao, voulant le garder à son service, lui chercha une porte de sortie honorable, mais Chen Gong alla seul et de lui-même à la potence. Il eut le droit à des obsèques à la capitale, et sa famille fut bien traitée par l'Empire.